# الفنون في التعليم
فنون التعليم تعد الفنون في التعليم مجالاً واسعاً في البحث العلمي والتدريب المُطّلع على إستقصاءات حول التعلم من خلال التجارب الفنية. وبالإمكان أن تشمل الفنون في هذا السياق تعليم أداء الفنون (الرقص، والدراما، والموسيقى)، والأدب، والشعر،ورواية القصص، وتعليم الفنون البصرية في الأفلام، والحِرف، والتصميم، والفنون الرقمية، والإعلام، والتصوير.
ويتميز تعليم الفن بكونه لا يتمحور كثيراً حول التعليم إنما يركز على:
كيفية تحسين التعلم من خلال الفنون. كيفية نقل التعلم من وخلال الفنون للتخصصات الأخرى.اكتشاف وخلق معرفة حول سلوك البشر، وتفكيرهم، وإمكانياتهم، وتعلمهم، خصوصاً من خلال مراقبة دقيقة
لأعمال الفن ومختلف أشكال المشاركة في خبرات الفنون. تعلم دمج الفنون وهي طريقة لتدريس المهارات الفنية بالاقتران مع المواد الأكاديمية. وهذا يقرب لقيم التعليم عملية التعلم
والتعلم التجريبي بقدر إنشاء عمل فني أو تعلم الأداء الموجه.

## المشاريع
أنشأ الاتحاد الأوروبي مشروع مولت الفنون في التعليم واختصاره (ِ) (نهج جديد للتعليم باستخدام الفنون) لدمج الفنون في
كل مواد المدرسة الابتدائية ومولت المفوّضية الأوروبية مشروع () وهو مشروع قائم على ممارسة الفنون في البيئات
المدرسية والغير مدرسية كما يهدف البرنامج إلى تعزيز الحوار بين الثقافات، والتفاهم المتبادل، والاندماج الاجتماعي لدى
الأطفال بين سن 5 و 10 الرومانيين والغير رومانيين.
ولاهمية الفنون في السعودية
اطلقت الحكومة السعودية ممثلة في وزارة التعليم السعودية برنامج الاستثمار الامثل للكوادر البشرية التعليمية
لتجويد التعليم وموئمته لمتطلبات العصر الحالي
ومن ضمن البرنامج مسار الفنون
ويهدف هذا المسار سد الفجوة التي تمثلت في اقتصار تعليم الفنون على مرحلتي الابتدائية والمتوسطة دون المرحلة الثانوية وان الفنون وسيلة لايجاد مجتمع يتمتع افراده بالثقافة العالية والمنفتحة على ثقافات وحضارات المجتمعات في العالم وتتوائم وعادات وتقاليد المجتمع في السعودية
ونشر رسالة إلى العالم اجمع بان الافرادفي السعودية يولون الفن اهمية في حياتهم وان الفنون بواسطتهاتصنع السعادة
والبهجة وتقضي على رتابة وملل الوقت وان تعليم الفنون لايقل اهمية عن تعلم الحساب والكتابة ومواد علم الفيزياءالكيمياءالطب

## نقاط الضعف
تقوم النماذج المختلفة على لنظرية التعليم على أصول التربية في حين أن الكل تقريباً يتجاهل حقيقة أن معظم مدارس الفن
منخرطة انخراطاً مباشراً في تعليم البالغين.
تعني هذه المنطقة العمياء أن النموذج التربوي للتعليم غير مناسب للمؤسسات التي تهدف إلى التركيز على الأندراغوجيا
وهو مصطلح مصطلح يُستخدم خصّيصاً فيما يتعلق بتدريس التلاميذ الغالبين.

## الأهمية
بينما يزداد القمع، يأتي الفن باعتباره «وقتاً للسلوك الحسن» أو «كعلاج»، وكيف أن سهولة الفن وبهجته من المفترض أن
تجلب شعور المتعة والهدوء. "إنها تُدرّس لكسر الرتابة في اليوم الدراسي النظامي مُحدثة تجويفاً في صرامة علم الحساب
والقراءة. ينبغي أن ينظر للفن كوسيلة للعلاج وليس كأمر مستحدث ليسبب الضغوط والصعوبات أبداً. سيرفع الطلاب من
علاماتهم في المواد الأخرى مثل: الرياضيات، أو الإنجليزي، أو العلوم إذا أًصبحوا أقل توتراً وإتصالا بالضغط في بيئتهم
التعليمية.
وضع الفنون على الجدار يعطي شعوراً مريحاً ويميل لتوفير بيئة هادئة تعطي شعوراً بالسلام والراحة النفسية. [3]
يعد تعليم الفنون ليس بالقيمة الكبيرة في بلدان مثل الولايات المتحدة، ولكن تتطلب بعض الإصلاحات الوطنية مثل قانون
«لن يظل أي طفل بلا تعليم» اعتبار أن تعليم الفنون البصرية والأدائية مواد جوهرية كما أُثبت في عدة اختبارات للعمل.
تكسب المدارس تمويلات من خلال هذه المتطلبات لاعتماد المواد والعناصر التكميلية مثل الكتب والآلات الحاسبة التي قد
يحتاجها الطلاب ليصبحوا ناجحين وتكسب المدراس أيضاً تمويلات من خلال المشاركة في الاختبارات الموحدة الوطنية
والإقليمية ولكن هذه الاختبارات تختبر الطلاب فقط في قدراتهم لإداء أعلى في موادهم مثل الرياضيات، والقراءة والكتابة،
والعلوم. تعطي الاختبارات مثل اختبار تأثير موتسارت، أثر تعلم واستماع الموسيقى الكلاسيكية على الأنشطة الدماغية
للطلاب القدرة على تعلم تقليل الضغط وتغيير أنماط النوم إيجابيا وبسهولة أكثر.
تملك برامج الفنون ضمن التعليم أهمية ليس فقط في توسيع آفاق العقل بل في إبعاد الأطفال عن الشوارع والنظام
التصحيحي. أظهرت الدراسات أن الطلاب ضمن برامج الفن أرجح للتخرج أكثر بثلاث مرات من هؤلاء الذين ليسوا ضمن
تلك البرامج. تعطي برامج الفن الأطفال مجالاً للتعبير عن أنفسهم إذا لم يحصلوا على الدعم لفعل ذلك في المنزل، كما أنها
أيضاً تجعل الأطفال يفكرون بإبداع وابتكار وتوسع مجال تفكير الأطفال عموماً. الأطفال الذين لديهم القدرة على الوصول
لبرامج الفن أو برامج مابعد المدرسة يحصلون على درجات أفضل لأنها تسمح لهم بتحسين مهاراتهم عموما في المدرسة.
كل هذه الأشياء إنما هي طرق لاتجعل الأطفال يشعرون بالملل في المدرسة ويتورطون في تجمع سيئ. المحافظة على
برامج الفن في المدرسة طريقة مهمة لإبقاء أطفالننا آمنين وأّذكياء. البروفيسور فيجاياكومار رئيس مركز للقيادة الاجتماعية
والتنظيمية في معهد تاتا للعلوم الاجتماعية في مومباي في الهند يستخدم الفن كأداة تعليمية على نطاق واسع في تطوير
المنظمة ويغير المسار لطلاب الماجستير بما ينص على أن "الفن يسهل التفكير. يجب أن يكون التفكير الانعكاسي جزءاً
لايتجزأ من أي إدارة تعليمية. الفنون هي الطريقة المهمة للطلاب الذين يمكنهم التعبير عن أنفسهم تعبيراً إبداعياً فالإمكانات
لا محدودة لما يمكن للعقول الصغيرة أن تفعله بالعديد من الأشكال المختلفة المتاحة من الفن. تملك الفنون الطاقة لإلهام
وتغيير الأشخاص أو نظرتهم للعالم. وما أبعد من ذلك، بإمكان الفنون أن تتحدى الفنان ونظرته. يملك الطلاب ضمن برامج
الفنون أفضلية التأثير على الفن العصري لايملكها هولاء الذين ليسوا ضمن البرامج. وأظهرت الدراسات أن الطلاب
الملتحقين في فصول الفنون يؤدون أداءاً أفضل في الفصول الدراسية الأخرى. ولا يحرز الطلاب تقدما في الفنون فقط بل
أيضاً في المواد الجوهرية. والأهم من ذلك، تساعد الفنون الأطفال والمراهقين على إيجاد شغفهم الحقيقي وربما يكتشفون
أيضاً ماذا يريدون أن يفعلوه كوظيفة عندما يكبرون.
فان جونز – لماذا الفن مهم؟

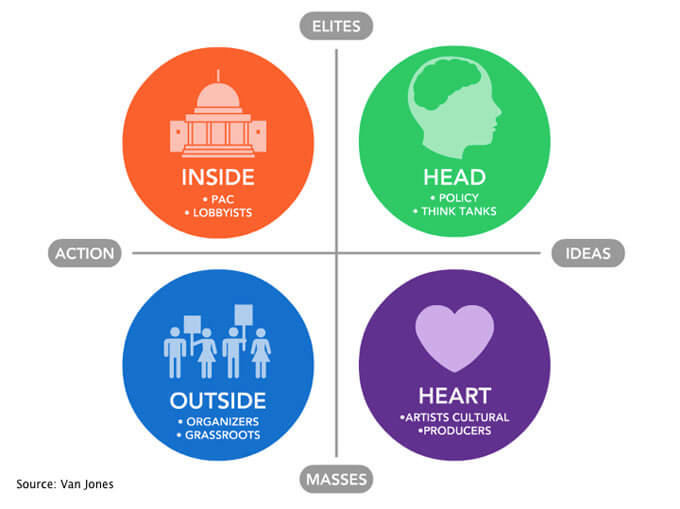
Van-Jones-graph

يعد الفن مهماً في المجتمع لأنه المكون الأساس لتمكين قلوب الناس. عرض فان جونز رسماً بيانياً يمثل تمثيلاً دقيقاً التفاعل
بين جوانب المجتمع الأربعة وأفراده المختلفين. وبناءً على ذلك صور جونز لماذا الفن مهماً لمجتمعنا. يقود المجتمع النخب
القوية، الكتل الإتكالية، والحكومة، ومنتجي الثقافة، والفنانين. في اليسار لديك الفعل وفي اليمين لديك الأفكار، النخب في
الأعلى والكتل في الأسفل. هنالك فعلُ داخلي وفعل خارجي، ف في الداخل هنالك مالُ كثير، تصرف النخب الملايين من
الدولارات للتأثير على السياسين وصناع السياسات لأن الفعل الداخلي يملك القوة للتأثير على صناع السياسة. أما في
الخارج، نحن على المستوى الشعبي نضع آمالنا واحتياجاتنا حتى يمرر المرشح المنتخب قوانين تعطينا القوة. تعكس الكتل
مايحتاجه المجتمع فعلياً (القلب). أما الجانب الأيسر «الفعل» يعني غالباً تغيرات كمية في السياسة. الجانب الأيمن «الأفكار»
من الصعب رؤيته. نحن ليس بالضرورة نتحدث عن أشياء معينة هنا، بل نتحدث عن «أمور رئيسية». المؤسسات
الأكاديمية وهوامير الفكر، والذين غالباً لاينضمون للسياسة المباشرة الفائزة، مهمين لخلق ثقافة الفكر. وبينما يستمر الجانب
الأيسر «الفعل» في إنتاج تغيرات كمية في السياسة وإستحداث قوانين جديدة، يصعب قياس مخرجات الجانب الأيمن
«الأفكار». ورغم أن «الأساس» يتحدث من خلال النظريات والأكاديميين، لكنه يفشل في إنتاج مساهمة مهمة لصناع السياسة.